# Oliver Cromwell
Oliver Cromwell (Huntingdon, Inglaterra; 25 de abril de 1599-Londres, 3 de septiembre de 1658) fue un líder político y militar inglés, considerado ampliamente como una de las figuras más importantes de la historia británica. Se hizo famoso durante las Guerras de los Tres Reinos, inicialmente como comandante superior del ejército parlamentario y más tarde como político. Fue uno de los principales partidarios de la ejecución de Carlos I en enero de 1649, que condujo a que Inglaterra se convirtiera en una república denominada Mancomunidad de Inglaterra (en inglés, Commonwealth of England), imponiendo su liderazgo sobre Inglaterra, Escocia e Irlanda, a las que gobernó como lord protector desde el 16 de diciembre de 1653 hasta su muerte en septiembre de 1658. Desde entonces se ha convertido en una figura muy controvertida en la historia inglesa.
Durante los cuarenta primeros años de su vida fue un terrateniente de clase media, y aunque fue elegido miembro del parlamento por Huntingdon en 1628 (que Carlos I disolvió apenas un año después), gran parte de su vida antes de 1640 estuvo marcada por el fracaso. Cromwell, consideró brevemente la posibilidad de emigrar a Nueva Inglaterra, pero se convirtió en un independiente religioso en la década de 1630 y, a partir de entonces, creyó que sus éxitos eran el resultado de la providencia divina. En 1640, Cromwell fue elegido diputado por Cambridge en los parlamentos corto y largo. Cuando las diferencias entre Carlos y el Parlamento estallaron en las guerras civiles inglesas, Cromwell se convirtió en uno de los principales generales del bando parlamentario. Se unió al ejército parlamentario cuando comenzó la primera guerra civil inglesa en agosto de 1642 y rápidamente demostró sus habilidades militares, ganando muchas victorias notables, incluidas las batallas de Marston Moor y Naseby. En 1645 fue nombrado comandante de la caballería del Nuevo Ejército Modelo bajo el mando de sir Thomas Fairfax y desempeñó un papel clave en la victoria de la Guerra civil inglesa, cuando detuvo el avance de Carlos II hacia Inglaterra, destruyendo su ejército en Worcester (1651), la batalla que puso fin a las guerras civiles.
Su carrera está llena de contradicciones. La muerte de Carlos I y el exilio de su hijo, seguidos de victorias militares en Irlanda y Escocia, establecieron firmemente la Mancomunidad y el dominio de Cromwell sobre el nuevo régimen. Fue asimismo un regicida que se cuestionó si debía o no aceptar la corona para sí mismo y finalmente decidió no hacerlo, pero acumuló más poder que el propio Carlos I de Inglaterra. Fue un parlamentario que ordenó a sus soldados disolver parlamentos. Fanático religioso seguidor del cristianismo protestante, sus campañas de conquista de Irlanda y de Escocia, predominantemente católicas, fueron brutales incluso para los cánones de la época, ya que consideraba que combatía contra herejes. Bajo su mando, el Protectorado permitió que los «blasfemos» fueran torturados. Se mostró a favor del criterio de equidad en la justicia, pero encerró a aquellos que criticaron su política de incrementar los impuestos sin el permiso del Parlamento de Inglaterra.
Como lord protector, Cromwell elevó una vez más el estatus de su país al de potencia europea líder y puso fin a la guerra anglo-neerlandesa. Aunque era un devoto calvinista, siguió políticas de tolerancia religiosa. Rechazó el título de rey que le ofreció el Parlamento en 1657. Con su muerte en 1658, el cargo de Lord protector pasó a manos de su hijo Richard, cuya debilidad provocó un vacío de poder que culminó en la Restauración de los Estuardo de 1660, tras la cual el cuerpo de Cromwell fue retirado de la Abadía de Westminster y puesto en la horca en Tyburn el 30 de enero de 1661. Su cabeza fue cortada y exhibida en el techo del Westminster Hall. Permaneció allí al menos hasta 1684 (véase Cabeza de Oliver Cromwell).
Sus admiradores lo citan como un líder fuerte, estabilizador y con sentido de Estado, que se ganó el respeto internacional, derrocó la tiranía y promovió la república y la libertad. Sus críticos le consideran un hipócrita abiertamente ambicioso que traicionó la causa de la libertad, impuso un sistema de valores puritano y mostró un escaso respeto hacia las tradiciones del país. Winston Churchill describió a Cromwell como un dictador militar, mientras que otros lo ven como un héroe de la libertad. Sigue siendo una figura controvertida debido a su uso de la fuerza militar para adquirir y retener el poder político, su papel en la ejecución de Carlos I y la brutalidad de su campaña de 1649 en Irlanda. Cuando los monárquicos volvieron al poder, su cadáver fue desenterrado, colgado de cadenas y decapitado, y su cabeza expuesta durante años para escarnio público. El debate sobre su reputación histórica continúa. Propuesta por primera vez en 1856, su estatua fuera de las Cámaras del Parlamento no se erigió sino hasta 1895, y la mayoría de los fondos fueron aportados de forma privada por el primer ministro Lord Rosebery. En una encuesta de 2002 de la BBC (Los 100 británicos más importantes), ocupa la posición número 10.

## Biografía

### Primeros años
Oliver Cromwell descendía de Katherine Cromwell (nacida hacia 1482), hermana mayor de Thomas Cromwell, estadista de la época Tudor. Katherine estaba casada con Morgan ap Williams, hijo de William ap Yevan, de Gales, y Joan Tudor. El árbol familiar seguía con Richard Cromwell (1500-1544), Henry Cromwell (1524-6 de enero de 1603) y el padre de Oliver, Robert Cromwell (1560-1617), quien se casó con Elizabeth Steward o Stewart (1564-1654) el 25 de abril de 1599, el día del nacimiento de Oliver.
Existen registros de su bautismo y paso por la escuela de gramática de Huntingdon. Posteriormente se trasladó al Sidney Sussex College, Cambridge, un centro recién fundado y con un ideario fuertemente puritano. Lo abandonó sin graduarse en junio de 1617, inmediatamente después de la muerte de su padre. Sus primeros biógrafos afirmaban que asistió también al Lincoln's Inn, pero no se conservan registros ni pruebas documentales de dicha estancia en sus archivos. Es probable que volviera a su hogar en Huntingdon, ya que con su madre viuda y sus siete hermanas solteras se necesitaba su presencia para hacerse cargo de la familia.
El evento principal en la década de 1620 fue su matrimonio con Elizabeth Bourchier el 22 de agosto de 1620. Tuvieron siete hijos: su sucesor, Richard Cromwell, fue el tercero. El suegro de Cromwell, sir James Bourchier, era un mercader de Londres con extensas propiedades rurales en Essex y fuertes conexiones con familias puritanas de la zona. El matrimonio puso a Cromwell en contacto con Oliver St John y otros miembros destacados de la comunidad comercial de Londres, y más importante, en el ámbito de influencia de los condes de Warwick y Holanda. Su pertenencia a esta red de contactos sería crucial en el éxito de su futura carrera política y militar. Sin embargo, en este momento histórico hay poca constancia de la religión que profesaba. Su carta en 1626 a Henry Downhall —un ministro arminiano— sugiere que en esas fechas aún no estaba influido por el puritanismo radical. No obstante, existen evidencias de que pasó por un período de crisis personal a finales de la década de 1620 y principios de la de 1630. Pidió tratamiento para el valde melancolicus (depresión) al doctor Théodore de Mayerne de Londres en 1628. También se vio implicado en una pelea entre las gentes de Huntingdon, iniciada con motivo de una nueva carta de derechos del pueblo, como resultado de la cual fue requerido en presencia del Consejo privado en 1630.
En 1631 vendió la mayor parte de sus propiedades en Huntingdon —posiblemente como resultado de la disputa anteriormente citada— y se mudó a una granja en St. Ives, Cambridgeshire. El cambio de residencia supuso un señalable retroceso en su posición social, y parece haber tenido un importante impacto emocional y espiritual. En una carta de 1638, da una narración de su conversión y de cómo, tras haber sido "el jefe de los pecadores", había sido llamado a permanecer entre "la congregación de los primeros nacidos". En 1638 Cromwell ya es, sin lugar a dudas, un puritano comprometido y firmemente asociado con la visión independiente de libertad religiosa para todos los protestantes. También había establecido importantes lazos con familias prominentes del movimiento de reforma religiosa en Essex y Londres. Bajo su propia perspectiva, había atravesado un periodo de crisis merced a la providencia divina.

### Miembro del Parlamento: 1628-1629 y 1640-1642
Cromwell fue elegido miembro de la Cámara de los Comunes (la cámara baja del Parlamento de Inglaterra) como diputado por Huntingdon en el Parlamento de 1628-1629, bajo el patrocinio de la familia Montagu. Dejó poca impresión en el mismo: los registros del parlamento son razonablemente completos, y solo muestran una intervención suya, contra el obispo arminiano Richard Neile, que además fue pobremente recibida.
Carlos I de Inglaterra disolvió el Parlamento en 1629 y gobernó sin el mismo durante los siguientes once años. Empujado por la necesidad acuciante de fondos con los que paliar el desastre financiero causado por la represión de la rebelión escocesa, conocida como la Guerra de los obispos, se vio obligado a convocar de nuevo al Parlamento en 1640 para pedirles la legitimación de nuevos impuestos. 
Al igual que en 1628, es muy probable que Cromwell, diputado por Cambridge, debiera su elección al patrocinio de otros. Eso explicaría, entre otras cosas, que en la primera semana de vida del nuevo Parlamento se dedicara a presentar una petición para la liberación de John Lilburne, que en esos momentos se había convertido en un mártir puritano tras ser arrestado por la importación de tratados religiosos desde Holanda. En cualquier caso, durante los dos primeros años del nuevo Parlamento, Cromwell estuvo íntimamente ligado al grupo de aristócratas, pertenecientes a la Cámara de los Lores, con los que había estado relacionado en la década de 1630, como los condes de Essex, Warwick y Bedford, así como el vizconde de Saye y Sele.
Este grupo tenía como objetivo principal la reforma religiosa, el control del ejecutivo por parte de parlamentos regularizados y la extensión moderada de la libertad de conciencia. Por ejemplo, en mayo de 1641, Cromwell promovió la segunda lectura de la Ley de Parlamentos Anuales, y dos años más tarde tuvo un papel destacado en el borrador de la Ley de Rama y Raíz para la abolición del episcopado.

### Comandante militar: 1642-1646

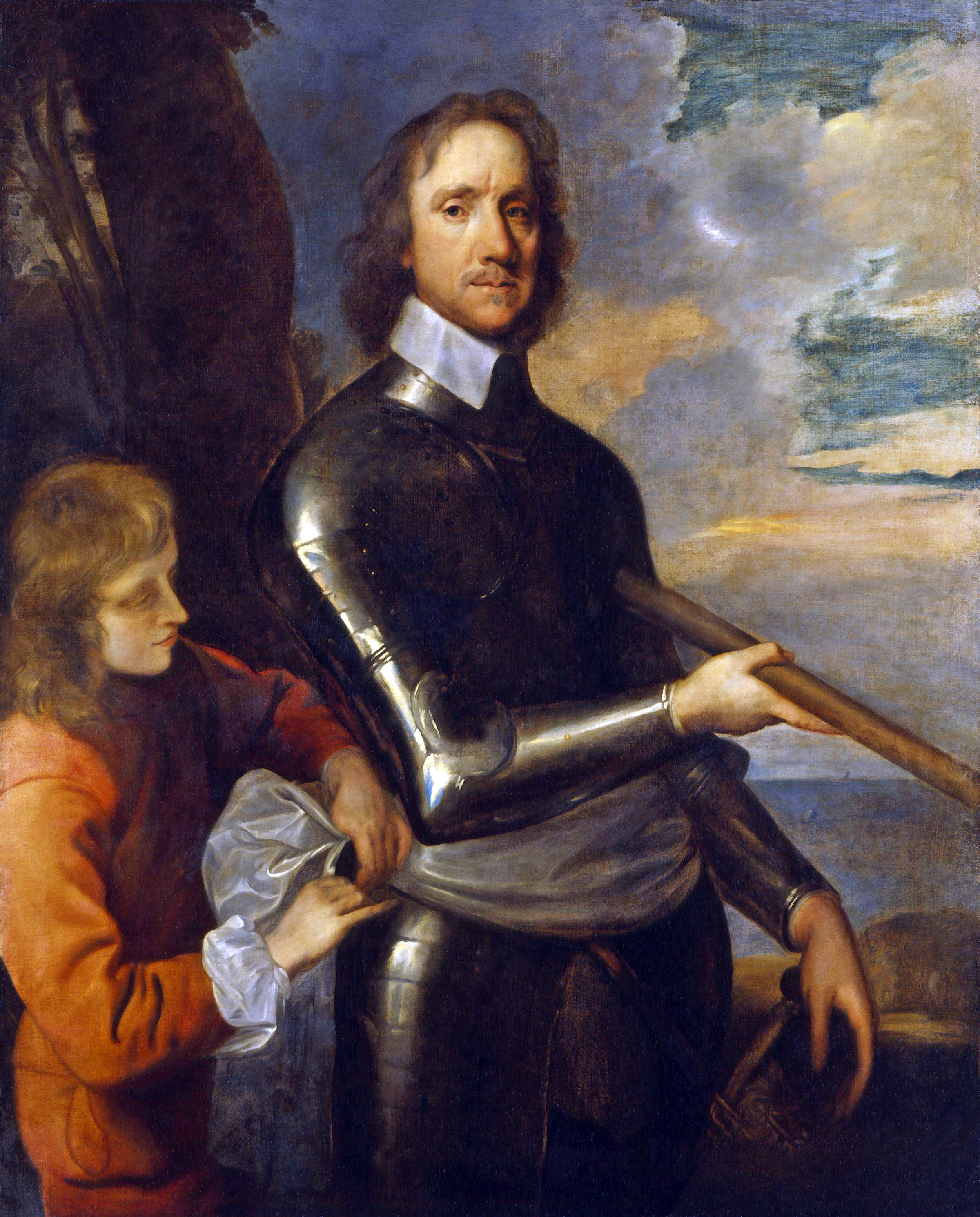
Retrato de Cromwell obra de Robert Walker (c. 1649)

El fracaso en la resolución de los temas en disputa en el parlamento desembocó en un conflicto armado entre los parlamentarios y los realistas en el otoño de 1642. Los apoyos al parlamento tendían a estar concentrados en Londres, el sureste del país y las tierras centrales, mientras que los realistas se concentraban en el norte, el oeste y Gales.
Antes de unirse al ejército del parlamento, Cromwell contaba tan solo con su pertenencia a las bandas armadas de la milicia local del condado como toda experiencia militar. Contando 43 años de edad, reclutó un escuadrón de caballería en Cambridgeshire tras interceptar un cargamento de plata procedente de los colegios de Cambridge con destino al rey. El escuadrón se convirtió en un regimiento durante el invierno de 1642-43, formando parte de la Asociación del Este bajo el mando del conde de Mánchester. Cromwell adquirió experiencia y victorias en una serie de acciones victoriosas en Anglia Oriental, y luego en la batalla campal de Marston Moor y la indecisa segunda batalla de Newbury.
Su experiencia en Newbury le llevó a una fuerte disputa con el conde de Mánchester, al que consideraba muy poco entusiasta en su conducción de la guerra. Mánchester más tarde acusó a Cromwell de reclutar gente de "baja condición" en el ejército, a lo que este le replicó: "Si se elige a hombres honestos y temerosos de Dios para ser capitanes, los hombres honestos los seguirán... Prefiero un capitán vestido de forma humilde que sepa por lo que lucha y ame aquello que sabe, antes que uno de los que usted llama gentilhombres y que no es nada más que eso." Después de que el Parlamento aceptase la Resolución Abnegada —que eliminaba a miembros del Parlamento como Mánchester de la línea de mando, pero que no afectó al propio Cromwell— se aceptó también que el ejército fuera "remodelado", bajo una estructura más nacional, reemplazando las antiguas asociaciones de unidades por condados. En junio de 1645 finalizó la formación del Nuevo Ejército Modelo, con sir Thomas Fairfax al mando, y Cromwell como segundo con el rango de teniente general de caballería. Lideró con gran éxito sus unidades en la batalla de Naseby. Tomó parte asimismo en los asedios de Bridgwater, Sherborne, Bristol, Devizes y Winchester, y pasó la primera mitad de 1646 eliminando los focos de resistencia que quedaban en Devon y Cornualles. 
Cromwell no tenía formación teórica en tácticas militares, y seguía la práctica básica general de dividir su caballería en tres filas y cargar con ella. Este método se basaba mucho más en la potencia de impacto que en la potencia de fuego. Por tanto, la fuerza de Cromwell como jefe militar radicaba principalmente en su habilidad instintiva para liderar y entrenar a sus hombres, y en su propia fuerza moral. En una guerra ejecutada mayormente por aficionados, ambas características eran muy significativas, y sin duda contribuyeron a la disciplina mostrada por la caballería de Cromwell.

### Política: 1647-1649

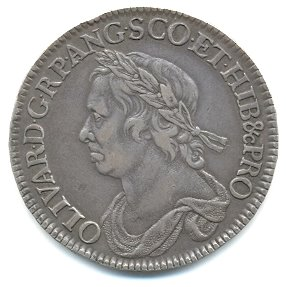
Media Corona británica con la efigie de Oliver Cromwell, 1658. En la inscripción se lee OLIVAR.D.G.RP.ANG. SCO.ET.HIB&cPRO (OLIVARIUS DEI GRATIA REIPUBLICÆ ANGLIÆ SCOTIÆ ET HIBERNIÆ ET CETERA PROTECTOR), que significa "Oliver, por la Gracia de Dios Protector de la Mancomunidad de Inglaterra, Escocia e Irlanda et cetera". El "et cetera" se refiere a las reivindicaciones inglesas al trono de Francia, a las que ni tan siquiera Cromwell estaba preparado para renunciar.

En febrero de 1647 sufrió una enfermedad que lo dejó fuera de la vida política durante más de un mes. Para cuando se había recuperado, los parlamentarios estaban divididos por el tema del rey. Una mayoría en ambas cámaras intentaba forzar un acuerdo que liquidara monetariamente y licenciara al ejército de Escocia, disolviera a la mayoría del Nuevo Ejército Modelo y restableciera a Carlos I a cambio de un posicionamiento presbiteriano del país respecto a la iglesia. Sin embargo, la creencia de Cromwell en la libertad de conciencia y de congregación le obligaron a rechazar el modelo escocés de presbiterianismo, que amenazaba reemplazar una jerarquía autoritaria por otra. El Nuevo Modelo de Ejército se opuso a estos cambios, pero la Cámara de los Comunes declaró ilegal dicha oposición. Durante mayo de 1647, Cromwell fue enviado al cuartel general del ejército, en Saffron Walden, para negociar con ellos, pero no logró ningún acuerdo. Un mes después, en junio de 1647, un escuadrón de caballería bajo el mando del corneta George Joyce sacó al rey de la prisión en la que lo mantenía el parlamento. Aunque se sabe que Cromwell se había reunido con Joyce el 31 de mayo, es imposible saber a ciencia cierta cuál fue su papel exacto en el incidente.
Cromwell y Henry Ireton publicaron un manifiesto, las Principales Propuestas (en inglés Heads of Proposals), destinado a establecer los poderes del ejecutivo, asentar parlamentos elegidos de forma regular y restablecer un acuerdo episcopaliano no obligatorio. Muchos en el ejército, como los niveladores liderados por John Lilburne, pensaban que era insuficiente, lo que llevó a tensos debates en Putney durante el otoño de 1647 entre Cromwell, Ireton y el ejército. Los Debates de Putney acabaron sin ninguna resolución. Los debates, así como la fuga de Carlos I de Hampton Court el 12 de noviembre, posiblemente endurecieron la resolución de Cromwell contra el rey. La incapacidad de llegar a un acuerdo político con el rey condujo finalmente a la segunda guerra civil inglesa en 1648. En la batalla de Preston, Cromwell, como comandante en jefe por primera vez en una gran batalla, logró una brillante victoria contra los aliados escoceses del rey.
Durante 1648, las cartas y los discursos de Cromwell se llenaron de imaginería bíblica, en gran parte meditaciones sobre el significado de pasajes particulares. Por ejemplo, tras la batalla de Preston, el estudio de los Salmos 17 y 105 le llevó a decir al Parlamento que «aquellos que son implacables y no cesan de asolar la tierra serán velozmente destruidos y expulsados de ella». En una carta a Oliver St. John en septiembre de 1648, le urge a leer Isaías - 8, donde el reino cae y solo los fieles sobreviven. Esta carta sugiere que fue la fe de Cromwell, más que un empeño en las políticas radicales, junto con la decisión del Parlamento de entablar negociaciones con el rey en el Tratado de Newport, lo que le llevó a creer que Dios mismo hablaba en contra tanto del Parlamento como del Rey como autoridades legales. Para Cromwell, el ejército era ahora el instrumento elegido por Dios. El episodio es una muestra de la firme creencia de Cromwell en el providencialismo, es decir, la creencia de que Dios mismo estaba interviniendo en los asuntos mundanos a través de las acciones de "personas escogidas" (que Dios había "provisto" para ese fin). Cromwell creía, durante las Guerras Civiles, que él mismo era una de esas personas, e interpretaba las victorias como indicaciones de la aprobación de Dios a sus actos, así como que las derrotas eran signos de que Dios deseaba dirigirle en otra dirección.
En diciembre de 1648, los miembros del Parlamento que deseaban seguir negociando con el rey vieron cortado el paso por un escuadrón de soldados acaudillado por el coronel Thomas Pride, un episodio que fue pronto conocido como la "Purga de Pride". Los miembros restantes de lo que, a partir de entonces, sería conocido como el Parlamento Rabadilla (Rump Parliament) acordaron que Carlos I debía ser juzgado por traición. Se estableció una corte, y la pena de muerte de Carlos fue finalmente firmada por 59 de sus miembros, incluyendo a Cromwell. Carlos fue ejecutado el 30 de enero de 1649, siendo la primera vez que un monarca era ejecutado de forma pública en la historia de Occidente. Los meses siguientes Cromwell estuvo ocupado en los preparativos para la invasión de Irlanda. Tras la represión de los motines niveladores en Andover, Hampshire, y Burford en mayo, Cromwell partió desde Bristol hacia Irlanda a finales de julio.

### Campaña en Irlanda: 1649-1650
Cromwell lideró la invasión parlamentaria de Irlanda de 1649-1650, con dos objetivos simultáneos: eliminar la amenaza militar contra la Mancomunidad Inglesa planteada por la alianza entre los católicos de la Confederación Irlandesa y los realistas ingleses (firmada en 1649) y castigar a los irlandeses en su lucha por la independencia, tras su rebelión de 1641 contra los invasores ingleses. El parlamento inglés llevaba tiempo planeando la reconquista de Irlanda, a la que consideraban una provincia de Inglaterra, habiendo enviado allí sin éxito una fuerza de invasión en 1647. Sin embargo, la invasión de Cromwell de 1649 era mucho mayor y, una vez finalizada la guerra civil en Inglaterra, ya podía recibir refuerzos y suministros con regularidad. En el verano de 1649, la alianza realista-irlandesa era considerada la mayor amenaza contra la que se enfrentaba la Mancomunidad.
Los jefes irlandeses consideraban a sus fuerzas de menor poder que las inglesas, por lo que en vez de presentar batalla en campo abierto (la especialidad de Cromwell, por el uso de la caballería) buscaron refugio en varias fortalezas. Cromwell inventó una táctica simple pero efectiva (propia de él): Atacaba con la artillería las murallas de las fortalezas (en la Irlanda de la época, eran pocas las que podían resistir los ataques de cañones) en dos puntos simultáneamente, para dividir las fuerzas enemigas hasta romper las murallas y atacar con la infantería hasta tomar la plaza.
La campaña que emprendió tuvo una duración de nueve meses y resultó tan efectiva como corta, aunque no acabó con la guerra en Irlanda. Antes de la invasión, las fuerzas parlamentarias tan solo mantenían enclaves en Dublín y Derry. Cuando Cromwell abandonó la isla, controlaban la mayor parte de las zonas este y norte del país. Tras desembarcar en Dublín el 15 de agosto de 1649 (que apenas acababa de ser asegurado para el Parlamento en la reciente batalla de Rathmines), Cromwell tomó los puertos fortificados de Drogheda y Wexford con el fin de asegurar las líneas de suministros desde Inglaterra. En el asedio de Drogheda, en septiembre de 1649, las tropas de Cromwell masacraron a cerca de 3500 personas tras conquistar el pueblo. Entre los asesinados había unos 2700 soldados realistas y todos los habitantes del pueblo que llevaban armas, así como civiles, prisioneros y capellanes católicos. En el saqueo de Wexford, en octubre, tuvo lugar otra masacre en circunstancias muy confusas. Mientras el propio Cromwell estaba intentando negociar los términos de la rendición, los soldados del Nuevo Ejército Modelo irrumpieron en el pueblo, asesinaron a 2000 soldados irlandeses y unos 1500 civiles y pegaron fuego a la mayor parte de la localidad. Estas acciones aún se recuerdan en la memoria histórica del nacionalismo irlandés. Ambas atrocidades no fueron excepcionales en la guerra en Irlanda iniciada en 1641, aunque aún hoy son bien recordadas, en parte debido a una campaña coetánea por parte de los realistas con el fin de presentar a Cromwell como un tirano que masacraba indiscriminadamente a la población civil por doquier.
Tras la caída de Drogheda, Cromwell mandó una columna hacia el Úlster con el fin de asegurar el norte del país, y procedió a asediar Waterford, Kilkenny y Clonmel, en el sureste de la isla. Kilkenny se rindió con condiciones, así como muchos otros pueblos como Nueva Ross y Carlow, pero Cromwell no logró tomar Waterford, y en mayo de 1650 perdió casi 2000 hombres en asaltos rechazados antes de lograr tomar el pueblo de Clonmel. Una de sus mayores victorias en Irlanda fue diplomática, más que militar: con la ayuda del conde de Orrery, persuadió a las tropas realistas protestantes en Cork de que cambiaran de bando y lucharan por el Parlamento. Justo en ese momento le llegó la noticia de que Carlos II había desembarcado en Escocia y había sido proclamado rey por el régimen de los covenanters, por lo que volvió de inmediato a Inglaterra a fin de hacer frente a esa nueva amenaza. Las conquistas parlamentarias en Irlanda prosiguieron durante tres años más tras la marcha de Cromwell. Las campañas de sus sucesores, Henry Ireton y Edmund Ludlow, consistieron principalmente en largos asedios de ciudades fortificadas y guerra de guerrillas en las zonas rurales.

#### Debate sobre las acciones de Cromwell en Irlanda
El alcance de la brutalidad de que se acusa a Cromwell en Irlanda ha sido largamente debatido. Aunque se cometieron atrocidades, no constituyeron una forma de genocidio contra los irlandeses, aunque resulta evidente que Cromwell veía a los irlandeses católicos como enemigos en general. Durante las guerras civiles, en el bando parlamentario surgió un fuerte odio hacia los católicos irlandeses, a los que los ingleses consideraban poco más que "salvajes" inferiores. Asimismo, al deseo de vengar las masacres de la rebelión de 1641, se añadía al clima general de hostilidad protestante, de modo que la animosidad de Cromwell hacia los irlandeses era tanto religiosa como política. Se oponía apasionadamente a la Iglesia católica, de la que consideraba que negaba la primacía de la Biblia en favor de la autoridad clerical y papal, y a la que culpaba de la tiranización y persecución de los protestantes en Europa. La asociación de Cromwell entre católicos y persecución se reforzó con la rebelión irlandesa de 1641, que estuvo marcada por masacres de colonos protestantes ingleses y escoceses por parte de nativos irlandeses católicos, aunque fueron enormemente exageradas en los círculos puritanos de Inglaterra (de 4000 a más de 120 000 asesinados). Estos factores contribuyeron a la dureza de Cromwell durante su campaña militar en Irlanda.
En septiembre de 1649, justificó el saqueo de Drogheda como venganza por las masacres de colonos protestantes en el Úlster durante la rebelión irlandesa de 1641, llamando a la matanza provocada por sus tropas "el justo juicio de Dios sobre esos bárbaros, que han empapado sus manos en tanta sangre inocente". En realidad, Drogheda nunca estuvo en manos de los rebeldes en 1641; la mayoría de su guarnición eran realistas ingleses.
Sin embargo, su postura religiosa admite poca discusión. Dirigiéndose a los defensores irlandeses de Nueva Ross en 1649, que estaban negociando la rendición del pueblo, Cromwell dijo: «No me meto con la conciencia de ningún hombre, pero si por libertad de conciencia queréis decir la libertad de celebrar misa... entonces allí donde el Parlamento tenga autoridad, esa no será permitida». En una carta a los obispos católicos irlandeses, más entrado el año, escribió: «Sois parte del Anticristo, y en breve tendréis, todos, sangre que beber». Del mismo modo, los registros de muchas iglesias, como por ejemplo la catedral de Kilkenny, acusan a Cromwell de haber desfigurado y profanado las imágenes católicas y las iglesias.
Por otra parte, al llegar Cromwell a Irlanda, ordenó que no se le requisasen los suministros a los habitantes civiles, y que todo lo que sus tropas necesitasen fuera comprado a las gentes de forma justa. De hecho, varios soldados ingleses fueron colgados por desobedecer esa orden. Con respecto a la masacre de Drogheda, las órdenes de Cromwell seguían el protocolo militar imperante en la época, según el cual a una guarnición se le ofrecía primero la opción de rendirse y recibir un trato justo y la protección de la fuerza atacante. La negativa de la guarnición de Drogheda a rendirse, incluso tras haber sido forzados sus muros, hace que las órdenes –«Les prohibí ofrecer rendición a cualquiera en el pueblo que estuviera en armas»–, aunque severas, no fueran inusuales según los estándares de la época. Cromwell deseaba que la severidad en Drogheda actuara como elemento disuasorio en la resistencia irlandesa, en sus propias palabras: «Prevendrá la efusión de sangre en el futuro». Más aún, allí donde negoció la rendición de pueblos fortificados, como en Carlow, Nueva Ross y Clonmel, respetó los términos de rendición y protegió las vidas y propiedades de los lugareños.

Cromwell nunca aceptó ninguna responsabilidad por el asesinato de civiles, y alegó que había actuado de forma dura, pero solo contra aquellos «alzados en armas». De hecho, las peores atrocidades que cometió, como las expulsiones forzosas, los asesinatos y las deportaciones como mano de obra esclava a las Bermudas y Barbados, fueron llevadas a cabo por sus subordinados después de que partiera hacia Inglaterra. William Petty estimó en su encuesta demográfica de Irlanda, en la década de 1650, que la guerra de 1641-1653 tuvo como consecuencia la muerte o exilio de más de 600 000 personas, o cerca de un tercio de la población anterior a la guerra. Tras la conquista de Cromwell, la práctica pública del rito católico fue prohibida, los clérigos católicos eran ejecutados tan pronto se los capturaba, y todas las tierras y propiedades católicas resultaron confiscadas a raíz del Acta para la colonización de Irlanda de 1652, y entregadas a colonos escoceses e ingleses, los acreedores financieros del Parlamento y sus soldados. 

### Campaña escocesa: 1650-1651
Cromwell abandonó Irlanda en mayo de 1650, y al cabo de varios meses invadió Escocia, después de que sus habitantes hubieran proclamado a Carlos II, hijo de Carlos I, legítimo rey de Inglaterra. Su visión de los presbiterianos escoceses era mucho menos hostil que la que tenía de los católicos irlandeses; al fin y al cabo, muchos de ellos habían sido sus aliados durante la Primera Guerra Civil. Cromwell tendía a ver a los escoceses como una gente «temerosa de Su nombre [el de Dios], aunque engañados». Hizo una famosa apelación a la Asamblea General de la Iglesia de Escocia, urgiéndolos a ver el error de su alianza con el rey: «Os imploro, por las tripas de Cristo, pensad que es posible que estéis equivocados».
Tras ser rechazado su alegato, las tropas veteranas de Cromwell se dispusieron a invadir Escocia. Al principio, la campaña fue muy mal, puesto que sus soldados padecían una falta crónica de suministros y se vieron retrasados por fortificaciones bajo el control de tropas escocesas lideradas por David Leslie. El ejército parlamentario se encontraba al borde de la evacuación por mar desde Dunbar. Sin embargo, el 3 de septiembre de 1650, Cromwell aplastó inesperadamente al grueso del ejército Convenanter en la batalla de Dunbar, en la que murieron 4000 soldados escoceses, 10 000 más cayeron prisioneros y fue capturada la capital, Edimburgo. La victoria fue de tal magnitud que el propio Cromwell la llamó «un elevado gesto de la Providencia de Dios para nosotros [y] uno de los más señalados regalos que Dios ha hecho a Inglaterra y Su gente».
Al año siguiente, Carlos II y sus aliados escoceses llevaron a cabo un desesperado intento de invadir Inglaterra y conquistar Londres mientras Cromwell se encontraba ocupado en Escocia. Sin embargo, éste retornó al sur y los atrapó en Worcester en septiembre. En la batalla que siguió, las fuerzas del comandante inglés aniquilaron al último gran ejército realista escocés. Muchos de los prisioneros escoceses capturados durante la campaña murieron de enfermedad y otros fueron enviados a colonias penales en las Barbados. En las últimas fases de la campaña escocesa, los hombres de Cromwell bajo el mando de George Monck saquearon lo que por entonces era el pueblo de Dundee. Durante el período de la Mancomunidad, Escocia fue gobernada desde Inglaterra y mantenida bajo ocupación militar mediante una línea de fortificaciones que sellaban las sierras norteñas, que habían provisto de soldados a los ejércitos de Escocia, separándolas del resto del país. La práctica del presbiterianismo fue permitida, como lo había sido siempre, pero la Iglesia de Escocia ya no tenía el respaldo de las cortes de justicia civiles para imponer sus reglas.
La conquista de Cromwell, aunque no fue precisamente bien recibida, no dejó ni rastro de rencor en Escocia. El gobierno de la Mancomunidad y el Protectorado fue en su mayoría pacífico y justo, y no hubo grandes confiscaciones de tierras o propiedades. En Irlanda, en contraste, se transfirió la mayor parte de la propiedad de la tierra de la población nativa de escotos católicos a los acreedores del Parlamento, colonos protestantes procedentes de Inglaterra y veteranos del Nuevo Ejército Modelo. Eso creó una herencia emponzoñada que subsistió mucho más allá de las memorias dejadas por el saqueo de Drogheda y de Wexford. Aunque no se le recuerda de forma extremadamente favorable, el nombre de Oliver Cromwell no es recibido ni de lejos con tanto odio en Escocia como en Irlanda.

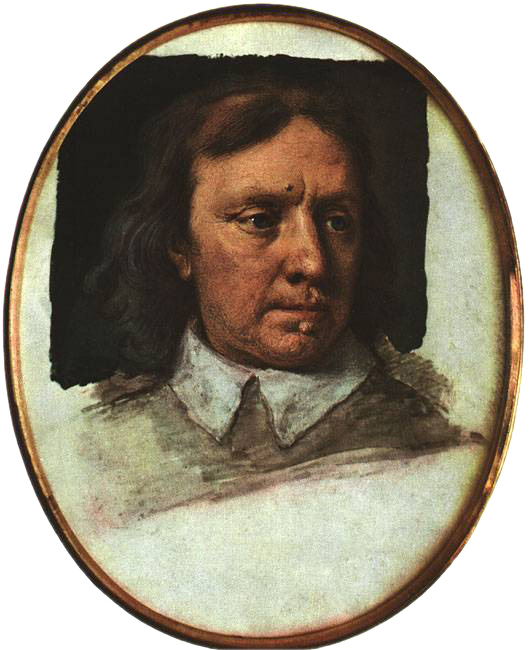
Oliver Cromwell c. 1655 por Samuel Cooper.

### La Mancomunidad: 1649-1653

#### El «Parlamento Rabadilla»
Tras la ejecución del rey, se instauró una república conocida como la Mancomunidad de Inglaterra. Se instituyó un Consejo de Estado para gestionar el país, que incluía a Cromwell entre sus miembros. Su auténtico poder provenía del ejército; Cromwell intentó sin éxito unificar al grupo original de "Independientes Reales" centrado alrededor de St John, Saye y Sele, pero solo St John accedió a mantenerse en su escaño del Parlamento. Desde mediados de 1649 hasta 1651, mientras Cromwell estuvo ausente en campaña, con el Rey depuesto (y junto a él el factor unificador de su causa), las distintas facciones del Parlamento empezaron a verse inmersas en disputas internas. A su vuelta, Cromwell trató de influir en los miembros del Parlamento para que establecieran la fecha de las siguientes elecciones, uniendo a los tres reinos bajo una sola política y poniendo en marcha una iglesia nacional tolerante. Sin embargo, el "Parlamento Rabadilla" (Rump Parliament) vaciló en la elección de fecha para las elecciones, y aunque puso en marcha una libertad básica de conciencia, no consiguió elaborar una alternativa a los impuestos religiosos, ni logró desmantelar otros aspectos de la situación religiosa existente. Frustrado, Cromwell acabó disolviendo el Parlamento en 1653.

#### El «Parlamento Barebone»
Tras la disolución del Parlamento Rabadilla, el poder pasó temporalmente a un consejo que debatió sobre la forma que debía tomar la constitución. Este aceptó la sugerencia del General Thomas Harrison de formar un sanedrín de santos. Cromwell no suscribía los puntos de vista apocalípticos y Quintomonarquistas de Harrison, quien veía un sanedrín como el punto de arranque del reino de Jesucristo sobre la tierra. Pero le atraía la idea de una asamblea constituida por una mezcla de sectas. En su discurso de inauguración de dicha asamblea, el 4 de julio de 1653, Cromwell dio gracias a la Divina Providencia, a la que consideraba responsable de haber llevado a Inglaterra hasta ese punto y de haberlos iniciado en su misión divina: «Ciertamente, Dios os ha llamado a esta tarea mediante, creo, las más maravillosas providencias que jamás han recaído sobre los hijos de los hombres en tan corto tiempo». A veces llamado el «Parlamento de los santos», la asamblea fue finalmente conocida como el «Parlamento Barebone», en un juego de palabras que emplea el nombre de uno de sus miembros, Praise-God Barebone. Finalmente, la asamblea recibió el encargo de encontrar un acuerdo permanente constitucional y religioso. Cromwell fue invitado a unirse a la misma, pero declinó la oferta. Sin embargo, el fracaso de la asamblea en alcanzar sus objetivos llevó a sus miembros a votar a favor de su disolución el 12 de diciembre de 1653.

### El protectorado: 1653-1658
Tras la disolución del Parlamento Barebone, John Lambert impulsó una nueva constitución conocida como el Instrumento de gobierno, muy parecida a las Principales Propuestas (Heads of Proposals) anteriores. Convertía a Cromwell en lord protector de por vida para alcanzar «la máxima magistratura y la administración del gobierno». Tenía el poder de convocar y disolver parlamentos, pero obligado por el Instrumento a buscar el voto de la mayoría para el Consejo de Estado. Sin embargo, el poder de Cromwell estaba también reforzado por su gran popularidad en el ejército, al que había ampliado durante las guerras civiles, y al que prudentemente conservó después en buena forma. Cromwell aceptó el juramento como lord protector el 15 de diciembre de 1653.
El Primer Parlamento del Protectorado se reunió el 3 de septiembre de 1654, y tras algunos gestos iniciales aprobando medidas que había tomado Cromwell, empezó a trabajar en un programa moderado de reformas constitucionales. En lugar de oponerse a las reformas del Parlamento, Cromwell lo disolvió el 22 de enero de 1655. Tras un levantamiento realista dirigido por sir John Penruddock, Cromwell (influido por Lambert) dividió Inglaterra en distritos militares gobernados por generales (el rango exacto era Major General) que solo respondían ante él. Los quince generales —llamados "gobernadores divinos"— eran imprescindibles no solo para la seguridad nacional, sino también para la cruzada moral de Cromwell. No solo supervisaban las fuerzas de la milicia y las comisiones de seguridad, sino que recaudaban los impuestos y aseguraban el apoyo al gobierno en las provincias inglesas y galesas. 
Se establecieron comisionados en cada condado para asegurar la paz en la Commonwealth. Mientras algunos de ellos eran políticos de carrera, la mayoría eran puritanos radicales que recibieron a los generales con los brazos abiertos y se embarcaron en su trabajo con entusiasmo. Sin embargo, los generales duraron menos de un año. Muchos les veían como una amenaza a su autoridad y sus esfuerzos reformistas. Su posición quedó aún más maltrecha cuando el Segundo Parlamento del Protectorado –constituido en septiembre de 1656– votó en contra de una propuesta de impuestos hecha por el Major General John Desborough con el fin de proveer su tarea de recursos financieros. Finalmente, fue la incapacidad de Cromwell de apoyar a sus hombres, sacrificándolos a sus oponentes políticos, lo que causaría la caída de todos ellos. Además, sus actividades entre noviembre de 1655 y septiembre de 1656 habían reabierto las heridas de la década de 1640 y ampliado las antipatías hacia el régimen.
Durante este periodo, Cromwell también se enfrentó a desafíos en su política exterior. La Primera Guerra Anglo-Holandesa, que estalló en 1652, contra las Provincias Unidas de los Países Bajos, fue finalmente ganada por el almirante Robert Blake en 1654. La rivalidad comercial con España en las Indias condujo a la guerra anglo-española. Como lord protector estaba bien al tanto de la contribución que la comunidad judía había protagonizado en el desarrollo económico de Holanda, que se había convertido en el principal rival comercial de Inglaterra. Esto, combinado con la tolerancia de Cromwell hacia el derecho de culto privado para todos los no puritanos evangélicos, le llevó a aprobar el reasentamiento de los judíos en Inglaterra, 350 años después de que los expulsara Eduardo I de Inglaterra, con la esperanza de que ayudaran a acelerar la recuperación de la nación tras las guerras civiles.
En 1657, el Parlamento ofreció a Cromwell la corona, como parte de una nueva modificación constitucional, creando un gran dilema a aquel que había sido un instrumento en la abolición de la monarquía. Durante seis semanas se debatió entre dudas, intentando decidirse. Aunque le atraía la estabilidad que el gobierno ganaría con el cargo, en un discurso del 13 de abril de 1657, dejó bien claro que la providencia divina había hablado en contra de la figura real: «No trataré de establecer aquello que la Providencia ha destruido y arrojado al polvo, y no construiré Jericó de nuevo». La referencia a Jericó hablaba de un momento anterior, en 1655, cuando Cromwell supo de la derrota de una expedición contra la isla de La Española, en las Antillas Mayores, momento en que se comparó a sí mismo con Acán, que había cosechado una derrota para los israelitas tras llevar de vuelta a su campamento parte del saqueo conseguido durante la captura de Jericó.
En su lugar, Cromwell fue ceremoniosamente reinstaurado como lord protector, con mayores poderes de los que había ostentado hasta entonces, en el palacio de Westminster, sentado en la Silla de san Eduardo, que había sido trasladada a la Abadía de Westminster especialmente para la ocasión. El evento imitaba en gran parte una coronación, usando muchos de sus símbolos y parafernalia, como la capa púrpura con bordes de armiño, la espada de justicia y el cetro (pero sin corona ni orbe). Lo más notable fue que el cargo de lord protector siguió sin ser hereditario, aunque Cromwell ahora podía nombrar a su sucesor. Sus nuevos derechos y poderes fueron redactados en la Humilde petición y consejo, un instrumento legislativo que reemplazó al Instrumento de gobierno. Sin embargo, el mismo Cromwell se esforzó por minimizar su propio papel, describiéndose a sí mismo como un condestable o guardián.

### Muerte y ejecución póstuma

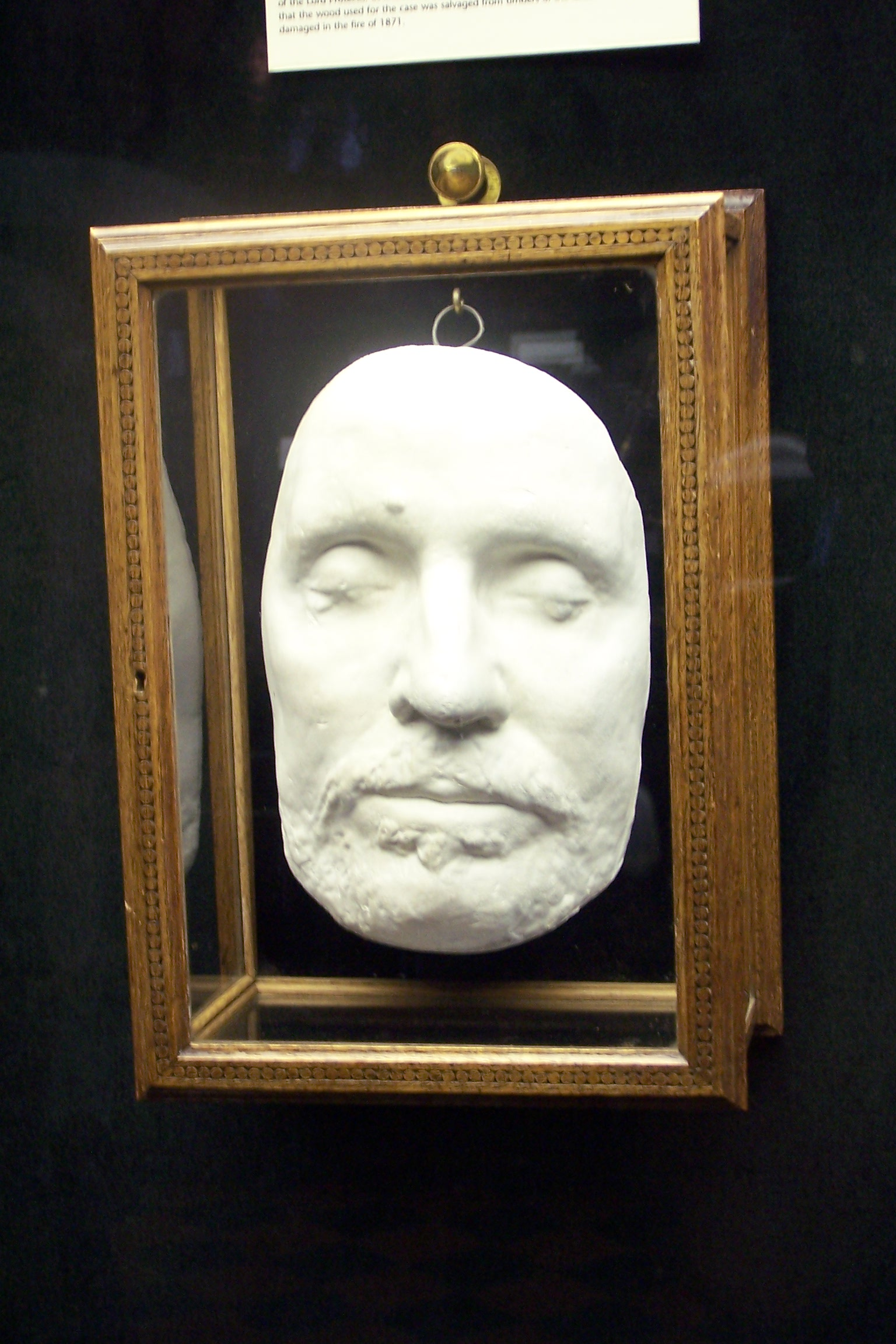
Máscara mortuoria de Oliver Cromwell en el castillo de Warwick.

Se cree que Cromwell padecía malaria (probablemente contraída durante sus campañas en Irlanda) y de cálculo renal. En 1658 sufrió ambas a la vez: un rebrote repentino de las fiebres provocadas por la malaria, seguido inmediatamente por un ataque de síntomas propios del cálculo renal. Un médico veneciano siguió la enfermedad que acabó causando la muerte de Cromwell, afirmando que sus médicos personales lo estaban tratando mal, lo que lo llevó a un rápido declive y a la muerte. Sin duda, aceleró su decaimiento la muerte de su hija favorita, Elizabeth Cromwell, el 29 de agosto de 1658, a los 29 años. Murió en Whitehall el 3 de septiembre de 1658, el aniversario de sus grandes victorias en Dunbar y Worcester.
Le sucedió como lord protector su hijo Richard. Aunque no estaba totalmente exento de habilidad, Richard no tenía apoyos ni en el Parlamento ni en el ejército, y fue obligado a dimitir en la primavera de 1659, llevando el Protectorado a su final. En el periodo inmediatamente posterior a su abdicación, el jefe del ejército, George Monck, tomó el poder durante menos de un año, momento en el que el Parlamento reinstauró a Carlos II de Inglaterra como rey.
En 1661 su cuerpo fue exhumado de la abadía de Westminster y sujeto al ritual de la ejecución póstuma. El proceso tuvo lugar, de forma simbólica, el 30 de enero, la misma fecha en que se ejecutó a Carlos I de Inglaterra. Su cuerpo fue colgado de unas cadenas en Tyburn durante un tiempo, hasta que finalmente fue arrojado a una fosa, mientras que su cabeza decapitada fue exhibida en lo alto de un poste clavado a la entrada de la abadía de Westminster hasta 1685. Tras ese año, la cabeza fue cambiando de manos hasta ser finalmente enterrada en los terrenos del Sidney Sussex College, en Cambridge, en 1960, donde Oliver había estudiado.

## Reputación póstuma
Durante su vida, algunos panfletos pintaron a Cromwell como un hipócrita motivado por el afán de poder —por ejemplo, El maquiavélico Cromwell y Los malabaristas descubiertos, ambos parte de un ataque a Cromwell de los niveladores tras 1647—y lo presentan como una figura maquiavélica (por ejemplo Edward Sexby en su famoso panfleto Matar no es asesinar). Algunas valoraciones contemporáneas más positivas —por ejemplo la de John Spittlehouse en Una pieza de aviso descartada— solían compararlo con Moisés rescatando a los ingleses y llevándolos a la seguridad a través del mar Rojo de las guerras civiles. Se publicaron varias biografías poco después de su muerte. Un ejemplo es El político perfecto, del anónimo L.S., que describe cómo Cromwell «amó más a los hombres que a los libros» y da una matizada valoración del mismo como un enérgico defensor de la libertad de conciencia derrotado por el orgullo y la ambición.
En 1667 Edward Hyde, primer conde de Clarendon, publicó otra valoración, igualmente matizada pero menos positiva, en su Historia de la rebelión y las guerras civiles en Inglaterra. Hyde declaró que Cromwell «será visto por la posteridad como un valiente mal hombre». Argumentó que el ascenso de Cromwell al poder se había visto ayudado no solo por su gran espíritu y energía, sino también por su maldad y su crueldad. Hyde nunca conoció personalmente a Cromwell, y su libro fue escrito tras la restauración inglesa de la monarquía, lo que puede haber influido en su narración. Pero a pesar de eso aún hoy hay quien lo considera «una obra maestra».
A principios del siglo XVIII, la imagen de Cromwell comenzó a ser adoptada y modificada por los whigs como parte de su proyecto más amplio de dar una legitimación histórica a sus objetivos políticos. Una versión de las Memorias de Edmund Ludlow, reescrita por John Toland con el fin de eliminar los elementos puritanos radicales y reemplazarlos por una rama de republicanismo centrada en la historiografía whig, presentaba el Protectorado de Cromwell como una tiranía militar. Mediante Ludlow, Toland retrató a Cromwell como un déspota que aplastó los inicios del gobierno democrático en la década de 1640.

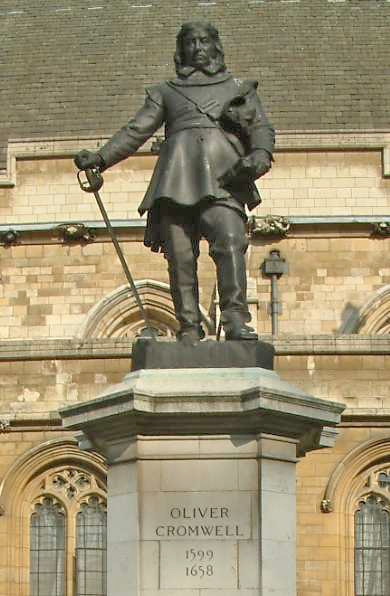
Estatua de Oliver Cromwell en el exterior del Palacio de Westminster, Londres.

Thomas Carlyle inició una revisión de la figura de Cromwell en la década de 1840, presentando a Cromwell como a un héroe en la batalla entre el bien y el mal, y un modelo para restaurar la moralidad a una época que Carlyle consideraba dominada por la timidez, la retórica sin sentido y la moral comprometida. Las acciones de Cromwell, incluyendo sus campañas en Irlanda y la disolución del Parlamento Largo, de acuerdo con Carlyle debían ser apreciadas y alabadas como un todo. Sin embargo, los lectores eran libres de interpretar a Carlyle de forma selectiva. Su imagen de Cromwell agradaba a los inconformistas, quienes lo veían como un campeón de la independencia sectaria, y también a los radicales de la clase trabajadora (inclusive algunos marxistas), para quienes era un hombre del pueblo que se enfrentó a la opresión de la monarquía y la clase aristocrática.
Las iglesias inconformistas apoyaron una campaña para erigir una estatua de Cromwell en el exterior del palacio de Westminster; Ford Maddox Brown y otros artistas mostraron a un Cromwell heroico en pinturas como Cromwell, protector de los valdenses. En 1899 todos los eventos conmemorativos celebrando el aniversario del nacimiento de Cromwell fueron organizados por las iglesias congregacionalistas y baptistas. En la ceremonia de Londres, David Lloyd George dijo que él creía en Cromwell porque «fue un gran luchador inconformista».
A finales del siglo XIX, el Cromwell mostrado por Carlyle, insistiendo en la importancia de la moral puritana y la seriedad, había sido asimilado en la historiografía whig y del Partido Liberal. Samuel Rawson Gardiner, historiador de la Universidad de Oxford y especialista en la guerra civil, concluyó que «el hombre —como siempre ocurre con los más nobles— era más grande que su trabajo». Gardiner insistió en el carácter dinámico y cambiante de Cromwell y en su papel para desmantelar la monarquía absoluta, mientras subestimaba su convicción religiosa. La política exterior de Cromwell también proveyó a Gardiner de un atractivo antecedente a la expansión imperial victoriana, cuando esta resaltaba la «constancia en el esfuerzo por hacer Inglaterra mayor por tierra y por mar».
En la primera mitad del siglo XX, la reputación de Cromwell se vio influida con frecuencia por el auge de los movimientos totalitarios en Alemania, Italia y otros países de Europa. Por ejemplo, Wilbur Cortez Abbott, historiador de Harvard, dedicó la mayor parte de su carrera a compilar y editar una colección de múltiples volúmenes con las cartas y discursos de Cromwell. En el transcurso de su trabajo, que fue publicado entre 1937 y 1947, Abbott empezó a afirmar que Cromwell fue un protofascista. No obstante, historiadores posteriores, como John Morrill, han criticado las interpretaciones de Abbott y su aproximación editorial. De forma similar, Ernest Barker comparó a los independientes con los nazis. Sin embargo, no todas las comparaciones históricas hechas durante este periodo apuntaban a dictadores militares contemporáneos. León Trotski, por ejemplo, equiparó a Cromwell con Lenin, argumentando que «Lenin es un Cromwell proletario del siglo XX».
Los historiadores de finales del siglo XX han reexaminado la naturaleza de la fe de Cromwell y de su régimen autoritario. Austin Woolrych exploró el tema de la dictadura en profundidad, argumentando que Cromwell se vio sujeto a dos fuerzas en confrontación, su obligación para con el ejército y su deseo de conseguir un compromiso duradero recuperando la confianza de la nación política en su conjunto. Woolrych argumentó que los elementos dictatoriales en el gobierno de Cromwell surgían no tanto de sus orígenes militares o de la participación de oficiales del ejército en el gobierno civil como de su interés en la gente de Dios y su convencimiento de que suprimir el vicio y favorecer la virtud constituía el fin principal del gobierno.
Historiadores como John Morrill, Blair Worden y J. C. Davis han desarrollado ese tema, revelando la extensión con la que los escritos y discursos de Cromwell estaban repletos de referencias bíblicas, y argumentando en consecuencia que sus acciones radicales estaban impulsadas por su celo por la reforma divina.
Localmente, Cromwell ha conservado su popularidad en Cambridgeshire, donde era conocido como «El señor de las cercas». En Cambridge hay una vidriera conmemorativa en la Iglesia Reformada Unida, y St. Ives (Cambridgeshire), le ha erigido un monumento en la plaza del pueblo.

## Cromwell en la cultura popular

Escudo personal de Oliver Cromwell.

Hay varias canciones y obras musicales que hacen referencia a Cromwell. Por ejemplo, el grupo humorístico Monty Python publicó en 1989 una canción titulada «Oliver Cromwell», una parodia de su biografía. La canción «Oliver's Army», de Elvis Costello, habla del Nuevo Ejército Modelo. Otras canciones son mucho más críticas. La canción «Young Ned of the Hill», de Terry Woods y Ron Kavana (popularizada por The Pogues), critica las acciones de Cromwell en Irlanda con las palabras: «Te maldigo, Oliver Cromwell, tú que violaste nuestra madre patria, espero que te estés pudriendo en el infierno por los horrores que nos mandaste». 
En su álbum You Are the Quarry, de 2004, el artista británico Morrissey grabó la canción «Irish Blood, English Heart», que contiene la letra: «He estado soñando con un tiempo en que los ingleses estén hartos de los laboristas y los conservadores, y escupan sobre el nombre de Oliver Cromwell, y denuncien a esta línea real que aún lo alaba, y lo alabará por siempre».
La canción «Tobacco Island», de Flogging Molly, habla de cómo Cromwell deportó trabajadores irlandeses a Barbados, con la letra: «Cromwell y sus cabezas redondas apalearon todo lo que conocíamos, engrilletados relámpagos de libertad, ahora no somos más que bienes robados, oscuro es el horizonte,
ennegrecido por completo el sol,
esta podrida jaula de Bridgetown
es donde ahora pertenezco».
La banda finlandesa de doom metal Reverend Bizarre grabó una canción llamada «Cromwell» como parte de su álbum II Crush the Insects en 2005.
El personaje de Cromwell ha aparecido en muchas películas y obras de ficción. Victor Hugo escribió una obra sobre Cromwell, titulada Oliver Cromwell, en 1827. En 2003, el dramaturgo Steve Newman produjo Una noche con Oliver Cromwell, en la que profundizaba en la relación entre Cromwell y el Major General Thomas Harrison. La obra se estrenó en la Shreeves House en Stratford-upon-Avon, donde se cree que se hospedó Cromwell antes de la batalla de Worcester. El personaje de Cromwell ha aparecido en películas como The Moonraker (1958), interpretado por John Le Mesurier, en Witchfinder General (1968), interpretado por Patrick Wymark, en Cromwell (1970), interpretado por Richard Harris (el cual, irónicamente, era irlandés), y en Matar a un rey (2003), donde fue interpretado por Tim Roth. En televisión ha sido interpretado por Peter Jeffrey en la serie de la BBC Por la espada divididos, y en el docudrama de la BBC Warts and All (2003) fue interpretado por Jim Carter.

## Ancestros
| \| \| \| \| \| \| \| \| \| \| \| \| \| \| \| \| \| \| \| \| 16. Sir Morgan ap Williams \| \| \| \| \| \| \| \| \| \| \| \| \| \| \| \| \| \| \| \| \| \| \| \| \| \| \| \| \| \| \| \| \| \| \| \| \| \| \| \| \| \| \| \| \| \| \| \| \| \| \| \| \| \| 8. Sir Richard Williams (alias Cromwell) \| \| \| \| \| \| \| \| \| \| \| \| \| \| \| \| \| \| \| \| \| \| \| \| \| \| \| \| \| \| \| \| \| \| \| \| \| \| \| \| \| \| \| \| \| \| \| \| \| \| \| \| \| \| 17. Catherine Cromwell \| \| \| \| \| \| \| \| \| \| \| \| \| \| \| \| \| \| \| \| \| \| \| \| \| \| \| \| \| \| \| \| \| \| \| \| \| \| \| \| \| \| \| \| \| \| \| \| \| \| \| \| \| \| 4. Sir Henry Cromwell \| \| \| \| \| \| \| \| \| \| \| \| \| \| \| \| \| \| \| \| \| \| \| \| \| \| \| \| \| \| \| \| \| \| \| \| \| \| \| \| \| \| \| \| \| \| \| \| \| \| \| \| \| \| 18. Lord Mayor Thomas Murphyn \| \| \| \| \| \| \| \| \| \| \| \| \| \| \| \| \| \| \| \| \| \| \| \| \| \| \| \| \| \| \| \| \| \| \| \| \| \| \| \| \| \| \| \| \| \| \| \| \| \| \| \| \| \| 9. Lady Frances Murfyn \| \| \| \| \| \| \| \| \| \| \| \| \| \| \| \| \| \| \| \| \| \| \| \| \| \| \| \| \| \| \| \| \| \| \| \| \| \| \| \| \| \| \| \| \| \| \| \| \| \| \| \| \| \| 19. Lady Elizabeth Donne \| \| \| \| \| \| \| \| \| \| \| \| \| \| \| \| \| \| \| \| \| \| \| \| \| \| \| \| \| \| \| \| \| \| \| \| \| \| \| \| \| \| \| \| \| \| \| \| \| \| \| \| \| \| 2. Sir Robert Cromwell \| \| \| \| \| \| \| \| \| \| \| \| \| \| \| \| \| \| \| \| \| \| \| \| \| \| \| \| \| \| \| \| \| \| \| \| \| \| \| \| \| \| \| \| \| \| \| \| \| \| \| \| \| \| 20. Sir Anthony Warren \| \| \| \| \| \| \| \| \| \| \| \| \| \| \| \| \| \| \| \| \| \| \| \| \| \| \| \| \| \| \| \| \| \| \| \| \| \| \| \| \| \| \| \| \| \| \| \| \| \| \| \| \| \| 10. Lord Mayor Ralph Warren \| \| \| \| \| \| \| \| \| \| \| \| \| \| \| \| \| \| \| \| \| \| \| \| \| \| \| \| \| \| \| \| \| \| \| \| \| \| \| \| \| \| \| \| \| \| \| \| \| \| \| \| \| \| 21. Margery Warren \| \| \| \| \| \| \| \| \| \| \| \| \| \| \| \| \| \| \| \| \| \| \| \| \| \| \| \| \| \| \| \| \| \| \| \| \| \| \| \| \| \| \| \| \| \| \| \| \| \| \| \| \| \| 5. Lady Joan Warren \| \| \| \| \| \| \| \| \| \| \| \| \| \| \| \| \| \| \| \| \| \| \| \| \| \| \| \| \| \| \| \| \| \| \| \| \| \| \| \| \| \| \| \| \| \| \| \| \| \| \| \| \| \| 22. John Trelake \| \| \| \| \| \| \| \| \| \| \| \| \| \| \| \| \| \| \| \| \| \| \| \| \| \| \| \| \| \| \| \| \| \| \| \| \| \| \| \| \| \| \| \| \| \| \| \| \| \| \| \| \| \| 11. Lady Joan Trelake \| \| \| \| \| \| \| \| \| \| \| \| \| \| \| \| \| \| \| \| \| \| \| \| \| \| \| \| \| \| \| \| \| \| \| \| \| \| \| \| \| \| \| \| \| \| \| \| \| \| \| \| \| \| 23. Dorothy Trotter \| \| \| \| \| \| \| \| \| \| \| \| \| \| \| \| \| \| \| \| \| \| \| \| \| \| \| \| \| \| \| \| \| \| \| \| \| \| \| \| \| \| \| \| \| \| \| \| \| \| \| \| \| \| 1. Oliver Cromwell \| \| \| \| \| \| \| \| \| \| \| \| \| \| \| \| \| \| \| \| \| \| \| \| \| \| \| \| \| \| \| \| \| \| \| \| \| \| \| \| \| \| \| \| \| \| \| \| \| \| \| \| \| \| 24. Richard Stewart \| \| \| \| \| \| \| \| \| \| \| \| \| \| \| \| \| \| \| \| \| \| \| \| \| \| \| \| \| \| \| \| \| \| \| \| \| \| \| \| \| \| \| \| \| \| \| \| \| \| \| \| \| \| 12. Nicholas Stewart \| \| \| \| \| \| \| \| \| \| \| \| \| \| \| \| \| \| \| \| \| \| \| \| \| \| \| \| \| \| \| \| \| \| \| \| \| \| \| \| \| \| \| \| \| \| \| \| \| \| \| \| \| \| 25. Catherine Boreley \| \| \| \| \| \| \| \| \| \| \| \| \| \| \| \| \| \| \| \| \| \| \| \| \| \| \| \| \| \| \| \| \| \| \| \| \| \| \| \| \| \| \| \| \| \| \| \| \| \| \| \| \| \| 6. William Steward \| \| \| \| \| \| \| \| \| \| \| \| \| \| \| \| \| \| \| \| \| \| \| \| \| \| \| \| \| \| \| \| \| \| \| \| \| \| \| \| \| \| \| \| \| \| \| \| \| \| \| \| \| \| 26. Jasper Lucas \| \| \| \| \| \| \| \| \| \| \| \| \| \| \| \| \| \| \| \| \| \| \| \| \| \| \| \| \| \| \| \| \| \| \| \| \| \| \| \| \| \| \| \| \| \| \| \| \| \| \| \| \| \| 13. Elizabeth Lucas \| \| \| \| \| \| \| \| \| \| \| \| \| \| \| \| \| \| \| \| \| \| \| \| \| \| \| \| \| \| \| \| \| \| \| \| \| \| \| \| \| \| \| \| \| \| \| \| \| \| \| \| \| \| 27. Margery Geddinge \| \| \| \| \| \| \| \| \| \| \| \| \| \| \| \| \| \| \| \| \| \| \| \| \| \| \| \| \| \| \| \| \| \| \| \| \| \| \| \| \| \| \| \| \| \| \| \| \| \| \| \| \| \| 3. Lady Isabel Steward \| \| \| \| \| \| \| \| \| \| \| \| \| \| \| \| \| \| \| \| \| \| \| \| \| \| \| \| \| \| \| \| \| \| \| \| \| \| \| \| \| \| \| \| \| \| \| \| \| \| \| \| \| \| 28. Thomas Payne \| \| \| \| \| \| \| \| \| \| \| \| \| \| \| \| \| \| \| \| \| \| \| \| \| \| \| \| \| \| \| \| \| \| \| \| \| \| \| \| \| \| \| \| \| \| \| \| \| \| \| \| \| \| 14. Sir Thomas Payne \| \| \| \| \| \| \| \| \| \| \| \| \| \| \| \| \| \| \| \| \| \| \| \| \| \| \| \| \| \| \| \| \| \| \| \| \| \| \| \| \| \| \| \| \| \| \| \| \| \| \| \| \| \| 29. Alicia Payne \| \| \| \| \| \| \| \| \| \| \| \| \| \| \| \| \| \| \| \| \| \| \| \| \| \| \| \| \| \| \| \| \| \| \| \| \| \| \| \| \| \| \| \| \| \| \| \| \| \| \| \| \| \| 7. Catherine Paine \| \| \| \| \| \| \| \| \| \| \| \| \| \| \| \| \| \| \| \| \| \| \| \| \| \| \| \| \| \| \| \| \| \| \| \| \| \| \| \| \| \| \| \| \| \| \| \| \| \| \| \| \| \| 30. Thomas Turnor \| \| \| \| \| \| \| \| \| \| \| \| \| \| \| \| \| \| \| \| \| \| \| \| \| \| \| \| \| \| \| \| \| \| \| \| \| \| \| \| \| \| \| \| \| \| \| \| \| \| \| \| \| \| 15. Lady Cecily Turnor \| \| \| \| \| \| \| \| \| \| \| \| \| \| \| \| \| \| \| \| \| \| \| \| \| \| \| \| \| \| \| \| \| \| \| \| \| \| \| \| \| \| \| \| \| \| \| \| \| \| \| \| \| \| 31. Lady Turnor \| \| \| \| \| \| \| \| \| \| \| \| \| \| \| \| \| \| \| \| \| \| \| \| \| \| \| \| \| \| \| \| \| \| \| \| \| \| \| \| \| \| \| \| \| \| \| \| \| \| \| \| |                                          |  |  |  |  |  |  |  |  |  |  |  |  |  |  |  |
| |                                          |  |  |  |  |  |  |  |  |  |  |  |  |  |  |  |
| | 16. Sir Morgan ap Williams               |  |  |  |  |  |  |  |  |  |  |  |  |  |  |  |
| |                                          |  |  |  |  |  |  |  |  |  |  |  |  |  |  |  |
| |                                          |  |  |  |  |  |  |  |  |  |  |  |  |  |  |  |
| | 8. Sir Richard Williams (alias Cromwell) |  |  |  |  |  |  |  |  |  |  |  |  |  |  |  |
| |                                          |  |  |  |  |  |  |  |  |  |  |  |  |  |  |  |
| |                                          |  |  |  |  |  |  |  |  |  |  |  |  |  |  |  |
| | 17. Catherine Cromwell                   |  |  |  |  |  |  |  |  |  |  |  |  |  |  |  |
| |                                          |  |  |  |  |  |  |  |  |  |  |  |  |  |  |  |
| |                                          |  |  |  |  |  |  |  |  |  |  |  |  |  |  |  |
| | 4. Sir Henry Cromwell                    |  |  |  |  |  |  |  |  |  |  |  |  |  |  |  |
| |                                          |  |  |  |  |  |  |  |  |  |  |  |  |  |  |  |
| |                                          |  |  |  |  |  |  |  |  |  |  |  |  |  |  |  |
| | 18. Lord Mayor Thomas Murphyn            |  |  |  |  |  |  |  |  |  |  |  |  |  |  |  |
| |                                          |  |  |  |  |  |  |  |  |  |  |  |  |  |  |  |
| |                                          |  |  |  |  |  |  |  |  |  |  |  |  |  |  |  |
| | 9. Lady Frances Murfyn                   |  |  |  |  |  |  |  |  |  |  |  |  |  |  |  |
| |                                          |  |  |  |  |  |  |  |  |  |  |  |  |  |  |  |
| |                                          |  |  |  |  |  |  |  |  |  |  |  |  |  |  |  |
| | 19. Lady Elizabeth Donne                 |  |  |  |  |  |  |  |  |  |  |  |  |  |  |  |
| |                                          |  |  |  |  |  |  |  |  |  |  |  |  |  |  |  |
| |                                          |  |  |  |  |  |  |  |  |  |  |  |  |  |  |  |
| | 2. Sir Robert Cromwell                   |  |  |  |  |  |  |  |  |  |  |  |  |  |  |  |
| |                                          |  |  |  |  |  |  |  |  |  |  |  |  |  |  |  |
| |                                          |  |  |  |  |  |  |  |  |  |  |  |  |  |  |  |
| | 20. Sir Anthony Warren                   |  |  |  |  |  |  |  |  |  |  |  |  |  |  |  |
| |                                          |  |  |  |  |  |  |  |  |  |  |  |  |  |  |  |
| |                                          |  |  |  |  |  |  |  |  |  |  |  |  |  |  |  |
| | 10. Lord Mayor Ralph Warren              |  |  |  |  |  |  |  |  |  |  |  |  |  |  |  |
| |                                          |  |  |  |  |  |  |  |  |  |  |  |  |  |  |  |
| |                                          |  |  |  |  |  |  |  |  |  |  |  |  |  |  |  |
| | 21. Margery Warren                       |  |  |  |  |  |  |  |  |  |  |  |  |  |  |  |
| |                                          |  |  |  |  |  |  |  |  |  |  |  |  |  |  |  |
| |                                          |  |  |  |  |  |  |  |  |  |  |  |  |  |  |  |
| | 5. Lady Joan Warren                      |  |  |  |  |  |  |  |  |  |  |  |  |  |  |  |
| |                                          |  |  |  |  |  |  |  |  |  |  |  |  |  |  |  |
| |                                          |  |  |  |  |  |  |  |  |  |  |  |  |  |  |  |
| | 22. John Trelake                         |  |  |  |  |  |  |  |  |  |  |  |  |  |  |  |
| |                                          |  |  |  |  |  |  |  |  |  |  |  |  |  |  |  |
| |                                          |  |  |  |  |  |  |  |  |  |  |  |  |  |  |  |
| | 11. Lady Joan Trelake                    |  |  |  |  |  |  |  |  |  |  |  |  |  |  |  |
| |                                          |  |  |  |  |  |  |  |  |  |  |  |  |  |  |  |
| |                                          |  |  |  |  |  |  |  |  |  |  |  |  |  |  |  |
| | 23. Dorothy Trotter                      |  |  |  |  |  |  |  |  |  |  |  |  |  |  |  |
| |                                          |  |  |  |  |  |  |  |  |  |  |  |  |  |  |  |
| |                                          |  |  |  |  |  |  |  |  |  |  |  |  |  |  |  |
| | 1. Oliver Cromwell                       |  |  |  |  |  |  |  |  |  |  |  |  |  |  |  |
| |                                          |  |  |  |  |  |  |  |  |  |  |  |  |  |  |  |
| |                                          |  |  |  |  |  |  |  |  |  |  |  |  |  |  |  |
| | 24. Richard Stewart                      |  |  |  |  |  |  |  |  |  |  |  |  |  |  |  |
| |                                          |  |  |  |  |  |  |  |  |  |  |  |  |  |  |  |
| |                                          |  |  |  |  |  |  |  |  |  |  |  |  |  |  |  |
| | 12. Nicholas Stewart                     |  |  |  |  |  |  |  |  |  |  |  |  |  |  |  |
| |                                          |  |  |  |  |  |  |  |  |  |  |  |  |  |  |  |
| |                                          |  |  |  |  |  |  |  |  |  |  |  |  |  |  |  |
| | 25. Catherine Boreley                    |  |  |  |  |  |  |  |  |  |  |  |  |  |  |  |
| |                                          |  |  |  |  |  |  |  |  |  |  |  |  |  |  |  |
| |                                          |  |  |  |  |  |  |  |  |  |  |  |  |  |  |  |
| | 6. William Steward                       |  |  |  |  |  |  |  |  |  |  |  |  |  |  |  |
| |                                          |  |  |  |  |  |  |  |  |  |  |  |  |  |  |  |
| |                                          |  |  |  |  |  |  |  |  |  |  |  |  |  |  |  |
| | 26. Jasper Lucas                         |  |  |  |  |  |  |  |  |  |  |  |  |  |  |  |
| |                                          |  |  |  |  |  |  |  |  |  |  |  |  |  |  |  |
| |                                          |  |  |  |  |  |  |  |  |  |  |  |  |  |  |  |
| | 13. Elizabeth Lucas                      |  |  |  |  |  |  |  |  |  |  |  |  |  |  |  |
| |                                          |  |  |  |  |  |  |  |  |  |  |  |  |  |  |  |
| |                                          |  |  |  |  |  |  |  |  |  |  |  |  |  |  |  |
| | 27. Margery Geddinge                     |  |  |  |  |  |  |  |  |  |  |  |  |  |  |  |
| |                                          |  |  |  |  |  |  |  |  |  |  |  |  |  |  |  |
| |                                          |  |  |  |  |  |  |  |  |  |  |  |  |  |  |  |
| | 3. Lady Isabel Steward                   |  |  |  |  |  |  |  |  |  |  |  |  |  |  |  |
| |                                          |  |  |  |  |  |  |  |  |  |  |  |  |  |  |  |
| |                                          |  |  |  |  |  |  |  |  |  |  |  |  |  |  |  |
| | 28. Thomas Payne                         |  |  |  |  |  |  |  |  |  |  |  |  |  |  |  |
| |                                          |  |  |  |  |  |  |  |  |  |  |  |  |  |  |  |
| |                                          |  |  |  |  |  |  |  |  |  |  |  |  |  |  |  |
| | 14. Sir Thomas Payne                     |  |  |  |  |  |  |  |  |  |  |  |  |  |  |  |
| |                                          |  |  |  |  |  |  |  |  |  |  |  |  |  |  |  |
| |                                          |  |  |  |  |  |  |  |  |  |  |  |  |  |  |  |
| | 29. Alicia Payne                         |  |  |  |  |  |  |  |  |  |  |  |  |  |  |  |
| |                                          |  |  |  |  |  |  |  |  |  |  |  |  |  |  |  |
| |                                          |  |  |  |  |  |  |  |  |  |  |  |  |  |  |  |
| | 7. Catherine Paine                       |  |  |  |  |  |  |  |  |  |  |  |  |  |  |  |
| |                                          |  |  |  |  |  |  |  |  |  |  |  |  |  |  |  |
| |                                          |  |  |  |  |  |  |  |  |  |  |  |  |  |  |  |
| | 30. Thomas Turnor                        |  |  |  |  |  |  |  |  |  |  |  |  |  |  |  |
| |                                          |  |  |  |  |  |  |  |  |  |  |  |  |  |  |  |
| |                                          |  |  |  |  |  |  |  |  |  |  |  |  |  |  |  |
| | 15. Lady Cecily Turnor                   |  |  |  |  |  |  |  |  |  |  |  |  |  |  |  |
| |                                          |  |  |  |  |  |  |  |  |  |  |  |  |  |  |  |
| |                                          |  |  |  |  |  |  |  |  |  |  |  |  |  |  |  |
| | 31. Lady Turnor                          |  |  |  |  |  |  |  |  |  |  |  |  |  |  |  |
| |                                          |  |  |  |  |  |  |  |  |  |  |  |  |  |  |  |
| |                                          |  |  |  |  |  |  |  |  |  |  |  |  |  |  |  |

## Sucesión
| Predecesor: Mancomunidad de Inglaterra | Lord protector de Inglaterra, Escocia e Irlanda 1653-1658 | Sucesor: Richard Cromwell |

### Biografías
- Adamson, John (1990). "Oliver Cromwell and the Long Parliament", en Morrill, John (ed.), Oliver Cromwell and the English Revolution (Longman), ISBN 0-582-01675-4.
- Ashley, Maurice (1958). The Greatness of Oliver Cromwell (Macmillan).  Archivado el 27 de diciembre de 2007 en Wayback Machine.
- Bennett, Martyn. Oliver Cromwell (2006), ISBN 0-415-31922-6.
- Clifford, Alan (1999). Oliver Cromwell: the lessons and legacy of the Protectorate (Charenton Reformed Publishing), ISBN 0-9526716-2-X. Religious study.
- Davis, J. C. (2001). Oliver Cromwell (Hodder Arnold), ISBN 0-340-73118-4.
- Fraser, Antonia (1973). Cromwell, Our Chief of Men, y Cromwell: the Lord Protector (Phoenix Press), ISBN 0-7538-1331-9. Narrativa popular.
- Firth, C.H. (1900). Oliver Cromwell and the Rule of the Puritans ISBN 1-4021-4474-1.
- Gardiner, Samuel Rawson (1901). Oliver Cromwell, ISBN 1-4179-4961-9. Classic biography.
- Gentles, Ian (2011). Oliver Cromwell. God's Warrior and the English Revolution (Palgrave), ISBN 0-33371356-7.
- Gaunt, Peter (1996). Oliver Cromwell (Blackwell), ISBN 0-631-18356-6. Biografía corta.
- Hill, Christopher (1970). God's Englishman: Oliver Cromwell And The English Revolution (Penguin), ISBN 0-297-00043-8.
- Hirst, Derek (1990). "The Lord Protector, 1653-8", en Morrill, John (ed.), Oliver Cromwell and the English Revolution (Longman), ISBN 0-582-01675-4
- Mason, James and Longman, Angela Leonard (1998). Oliver Cromwell (Longman), ISBN 0-582-29734-6.
- Morrill, John (2004). "Cromwell, Oliver (1599-1658)", en Oxford Dictionary of National Biography, (Oxford University Press)
- Morrill, John (1990). "The Making of Oliver Cromwell", en Morrill, John (ed.), Oliver Cromwell and the English Revolution (Longman), ISBN 0-582-01675-4.
- Paul, Robert (1958). The Lord Protector: Religion And Politics In The Life Of Oliver Cromwell.
- Smith, David (ed.) (2003). Oliver Cromwell and the Interregnum (Blackwell), ISBN 0-631-22725-3.
- Wedgwood, C.V. (1939). Oliver Cromwell (Duckworth), ISBN 0-7156-0656-5.
- Worden, Blair (1985). "Oliver Cromwell and the sin of Achan", en Beales, D. y Best, G. (eds.) History, Society and the Churches, ISBN 0-521-02189-8.

### Estudios militares
- Durston, Christopher (2000). "'Settling the Hearts and Quieting the Minds of All Good People': the Major-generals and the Puritan Minorities of Interregnum England", en History 2000 85(278): pp.247-267, ISSN 0018-2648 . Full text online at Ebsco.
- Durston, Christopher (1998). "The Fall of Cromwell's Major-Generals", en English Historical Review 1998 113(450): pp.18-37, ISSN 0013-8266
- Firth, C. H. (1921). Cromwell's Army (Greenhill Books), ISBN 1-85367-120-7.
- Gillingham, J. (1976). Portrait Of A Soldier: Cromwell (Weidenfeld & Nicholson), ISBN 0-297-77148-5.
- Kenyon, John & Ohlmeyer, Jane (eds.) (2000). The Civil Wars: A Military History of England, Scotland, and Ireland 1638-1660 (Oxford University Press), ISBN 0-19-280278-X.
- Kitson, Frank (2004). Old Ironsides: The Military Biography of Oliver Cromwell (Weidenfeld Military), ISBN 0-297-84688-4.
- Marshall, Alan (2004). Oliver Cromwell: Soldier: The Military Life of a Revolutionary at War (Brassey's), ISBN 1-85753-343-7.
- Woolrych, Austin (1990). "The Cromwellian Protectorate: a Military Dictatorship?" en History 1990 75(244): 207-231, ISSN 0018-2648 . Texto en línea completo en Ebsco.
- Woolrych, Austin (1990). "Cromwell as a soldier", en Morrill, John (ed.), Oliver Cromwell and the English Revolution (Longman), ISBN 0-582-01675-4.
- Young, Peter and Holmes, Richard (2000). The English Civil War, (Wordsworth ), ISBN 1-84022-222-0.

### Estudios genéricos sobre la época
- Coward, Barry (2002). The Cromwellian Protectorate (Manchester University Press), ISBN 0-7190-4317-4.
- Coward, Barry (2003). The Stuart Age: England, 1603-1714, (Longman), ISBN 0-582-77251-6. Survey of political history of the era.
- Davies, Godfrey (1963). The Early Stuarts, 1603-1660 (Oxford University Press), ISBN 0-19-821704-8. . Vista general de la política, la religión y la diplomacia de la época.
- Gentles, Ian, God's Warrior and the English Revolution, Palgrave, 2001.

Korr, Charles P. (1975). Cromwell and the New Model Foreign Policy: England's Policy toward France, 1649-1658 (University of California Press), ISBN 0-520-02281-5. 
- Macinnes, Allan (2005). The British Revolution, 1629-1660 (Palgrave Macmillan), ISBN 0-333-59750-8.
- Morrill, John (1990). "Cromwell and his contemporaries". In Morrill, John (ed.), Oliver Cromwell and the English Revolution (Longman), ISBN 0-582-01675-4.
- Trevor-Roper, Hugh (1967). Oliver Cromwell and his Parliaments, en su Religion, the Reformation and Social Change (Macmillan).
- Venning, Timothy (1995). Cromwellian Foreign Policy (Palgrave Macmillan), ISBN 0-333-63388-1.
- Woolrych, Austin (1982). Commonwealth to Protectorate (Clarendon Press), ISBN 0-19-822659-4.
- Worden, Blair (2001). Roundhead Reputations: the English Civil Wars and the passions of posterity (Penguin), ISBN 0-14-100694-3.